# Grande Prêmio da França de 1974
Resultados do Grande Prêmio da França de Fórmula 1 realizado em Dijon-Prenois em 7 de julho de 1974. Nona etapa da temporada, nele o sueco Ronnie Peterson, da Lotus-Ford, repetiu a vitória do ano anterior.

## Classificação da prova
| Pos. | Nº | Piloto                | Construtor        | Voltas | Tempo/Diferença | Grid | Pontos |
| ---- | -- | --------------------- | ----------------- | ------ | --------------- | ---- | ------ |
| 1    | 1  | Ronnie Peterson       | Lotus-Ford        | 80     | 1:21:55.02      | 2    | 9      |
| 2    | 12 | Niki Lauda            | Ferrari           | 80     | + 20.36         | 1    | 6      |
| 3    | 11 | Clay Regazzoni        | Ferrari           | 80     | + 27.84         | 4    | 4      |
| 4    | 3  | Jody Scheckter        | Tyrrell-Ford      | 80     | + 28.11         | 7    | 3      |
| 5    | 2  | Jacky Ickx            | Lotus-Ford        | 80     | + 37.54         | 13   | 2      |
| 6    | 6  | Denny Hulme           | McLaren-Ford      | 80     | + 38.14         | 11   | 1      |
| 7    | 33 | Mike Hailwood         | McLaren-Ford      | 79     | + 1 volta       | 6    |        |
| 8    | 4  | Patrick Depailler     | Tyrrell-Ford      | 79     | + 1 volta       | 9    |        |
| 9    | 20 | Arturo Merzario       | Iso-Marlboro-Ford | 79     | + 1 volta       | 15   |        |
| 10   | 14 | Jean-Pierre Beltoise  | BRM               | 79     | + 1 volta       | 17   |        |
| 11   | 10 | Vittorio Brambilla    | March-Ford        | 79     | + 1 volta       | 16   |        |
| 12   | 17 | Jean-Pierre Jarier    | Shadow-Ford       | 79     | + 1 volta       | 12   |        |
| 13   | 26 | Graham Hill           | Lola-Ford         | 78     | + 2 voltas      | 21   |        |
| 14   | 37 | François Migault      | BRM               | 78     | + 2 voltas      | 22   |        |
| 15   | 27 | Guy Edwards           | Lola-Ford         | 77     | + 3 voltas      | 20   |        |
| 16   | 28 | John Watson           | Brabham-Ford      | 76     | + 4 voltas      | 14   |        |
| Ret  | 5  | Emerson Fittipaldi    | McLaren-Ford      | 27     | Motor           | 5    |        |
| Ret  | 7  | Carlos Reutemann      | Brabham-Ford      | 24     | Handling        | 8    |        |
| Ret  | 19 | Jochen Mass           | Surtees-Ford      | 4      | Embreagem       | 18   |        |
| Ret  | 16 | Tom Pryce             | Shadow-Ford       | 1      | Colisão         | 3    |        |
| Ret  | 15 | Henri Pescarolo       | BRM               | 1      | Embreagem       | 19   |        |
| Ret  | 24 | James Hunt            | Hesketh-Ford      | 0      | Colisão         | 10   |        |
| DNQ  | 22 | Vern Schuppan         | Ensign-Ford       |        |                 |      |        |
| DNQ  | 8  | Rikky von Opel        | Brabham-Ford      |        |                 |      |        |
| DNQ  | 34 | José Carlos Pace      | Brabham-Ford      |        |                 |      |        |
| DNQ  | 21 | Jean-Pierre Jabouille | Iso-Marlboro-Ford |        |                 |      |        |
| DNQ  | 9  | Hans-Joachim Stuck    | March-Ford        |        |                 |      |        |
| DNQ  | 18 | José Dolhem           | Surtees-Ford      |        |                 |      |        |
| DNQ  | 23 | Leo Kinnunen          | Surtees-Ford      |        |                 |      |        |
| DNQ  | 43 | Gérard Larrousse      | Brabham-Ford      |        |                 |      |        |

## Tabela do campeonato após a corrida
| Pos. | Piloto             | Pontos |
| ---- | ------------------ | ------ |
| 1    | Niki Lauda         | 36     |
| 2    | Clay Regazzoni     | 32     |
| 3    | Emerson Fittipaldi | 31     |
| 4    | Jody Scheckter     | 26     |
| 5    | Ronnie Peterson    | 19     |

| Pos. | Construtor   | Pontos  |
| ---- | ------------ | ------- |
| 1    | Ferrari      | 45      |
| 2    | McLaren-Ford | 43 (45) |
| 3    | Tyrrell-Ford | 30      |
| 4    | Lotus-Ford   | 22      |
| 5    | Brabham-Ford | 10      |

- Nota: Somente as primeiras cinco posições estão listadas. Em 1974 os pilotos computariam sete resultados nas oito primeiras corridas do ano e seis nas últimas sete. Neste ponto esclarecemos: na tabela dos construtores figurava somente o melhor colocado dentre os carros do mesmo time.